# Dalbulus chiapensis
Dalbulus chiapensis är en insektsart som beskrevs av Triplehorn och Nault 1985. Dalbulus chiapensis ingår i släktet Dalbulus och familjen dvärgstritar. Inga underarter finns listade i Catalogue of Life.